# Baketmut
Baketmut (b3k.t-mwt, „Mut szolgálóleánya”) ókori egyiptomi hercegnő a XIX. dinasztia idején. II. Ramszesz fáraó második leánya.
Az Abu Szimbel-i nagy templom homlokzatán látható szobra Ramszesz egyik kolosszusának bal lába mellett áll. Felnőttként ábrázolják, ureusszal díszített fejpántot visel. Alakja megjelenik bent a templomban is, ahol Ramszesz kilenc legidősebb lánya vonul fel, itt Baketmut a második. Egyes feltételezések szerint anyja Nofertari királyné volt, de ezt sehol nem említik; a kisebbik Abu Szimbel-i templomon, amely kifejezetten Nofertari számára épült és homlokzatán feltehetőleg a királyné hat, vér szerinti gyermeke szerepel, Baketmut nem jelenik meg.
Sírja nem ismert.
| G15 | G29 | X1 | B1 |

| G15 | G29 | X1 | B1 |